# Думитраке, Ион
Иоан (Ион, Йон) Думитраке (также встречается Думитраче) (рум. Ioan Dumitrache; 25 августа 1889, Чорэшти, жудец Рымнику-Сэрат — 6 марта 1977, Брашов) — румынский генерал, командир соединений горных стрелков во Второй мировой войне на Восточном фронте.

## Биография

#### Начало военной карьеры
Ион Думитраке был единственным ребёнком в крестьянской семье Георге и Иоаны Думитраке. Он посещал гимназию в городе Рымнику-Сэрат и среднюю школу имени Александру Иоан Куза в городе Фокшани. В 1909 году он был принят в Военную школу пехотных офицеров в Бухаресте, которую окончил 15 июня 1911 года, с хорошими результатами, получив звание младшего лейтенанта.
Он начал свою военную карьеру 1 июля 1911 года в 38-м пехотном полку Негай-Басараб дислоцировавшимся в городе Брэиле.
Думитраке участвовал во Второй Балканской войне (1913), оценивался командованием как умный, дисциплинированный, упорный и настойчивый офицер.

### Первая мировая война
Получил звание лейтенанта в 1916 году. Принял участие в манёвре на Фламанде, операции в районе Дуная. Ион Думитраке был ранен в боях 1916 и 1917 годов и награждён, получил звание капитана в 1917 году.
Ион Думитраке был принят в Высшее военное училище в 1919 году (к тому моменту прошло 30 лет создания этого престижного учебного заведения в румынской армии), которое окончил в 1921 году. После окончания Высшего военного училища майор Ион Думитраке был назначен офицером штаба 1-й дивизии горных стрелков, которая дислоцировалась в городе Араде.
Майор Ион Думитраке переведён в 1924 году в командование 1-й горнострелковой дивизии «Синайя». За отличную службу он получил звание подполковника и в 1927 году стал заместителем командира 1-й горнострелковой дивизии. Через два года он был назначен командиром 2-м батальона горных стрелков. Был повышен до звания полковника 16 октября 1935 года. Ион Думитраке командовал 4-м батальоном горных охотников, который дислоцировался в жудеце Бистрица-Нэсэуд.
В 1938—1939 годах он также служил префектом жудеца Бистрица-Нэсэуд.
Осенью 1939 года полковник Ион Думитраке был назначен командиром 2-й горнострелковой бригады, а 10 мая 1941 года он был повышен в чине до бригадного генерала.

### Вторая мировая война

#### Начало операции «Барбаросса»

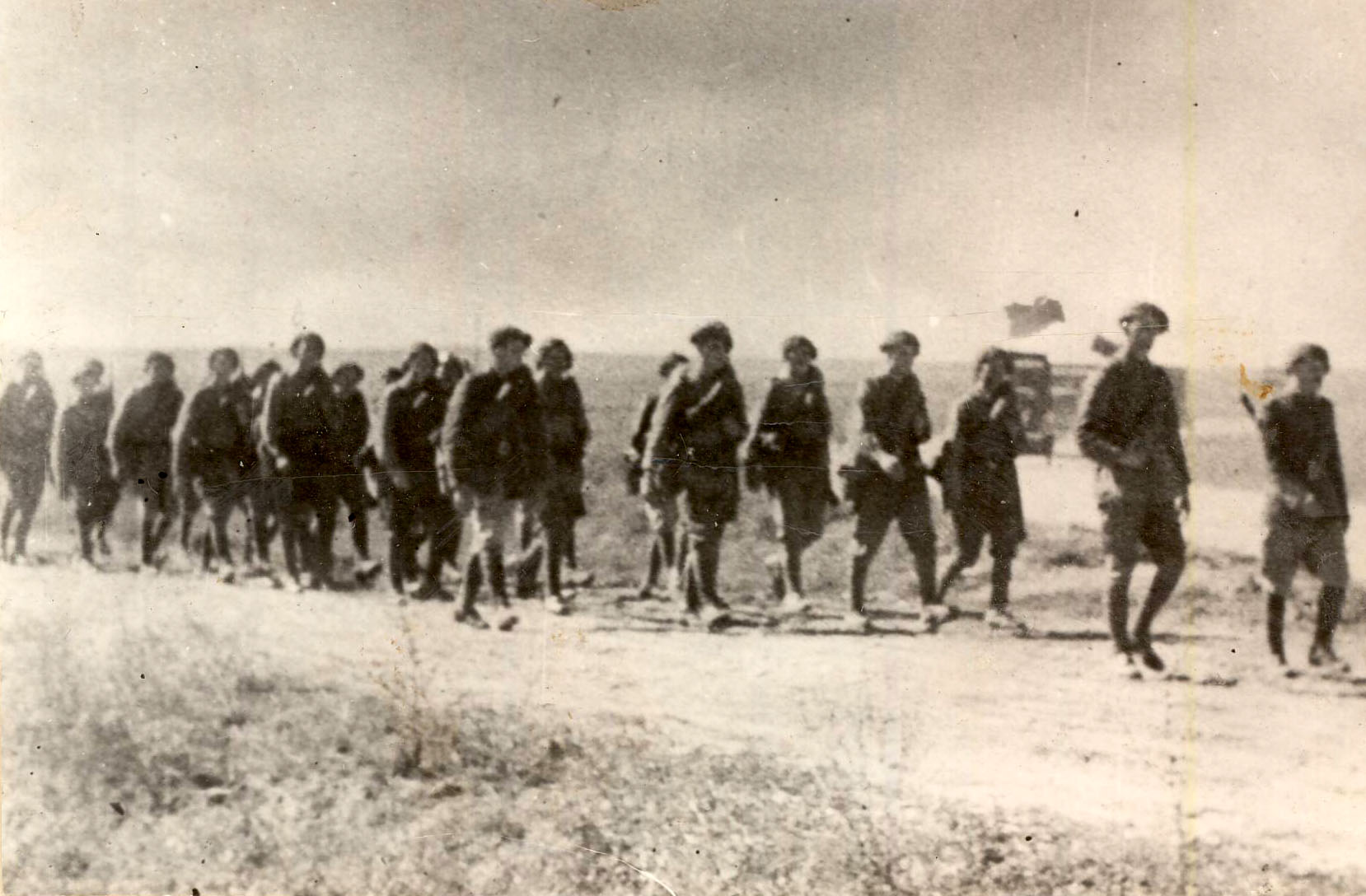
Румынские горные стрелки на марше, 1941. Кадр из Filmul «Pagini de istorie». В отличие от пехоты, где применялись кепи, горные стрелки использовали береты.

С 20 июня 1941 года румынский Горный корпус был оперативно подчинен 11-й немецкой армии. Причем немцы иногда вмешивались в командование весьма бесцеремонно. Э. фон Манштейн пишет в мемуарах, дипломатично сглаживая углы:
«И если нам все же удавалось наладить взаимодействие с румынским командованием и войсками, несмотря на эти трудности, без особых осложнений, то это объясняется в большей степени лояльностью командующего 3-й румынской армией, генерала (позже генерал-полковника) Думитреску. Немецкие группы связи, имевшиеся во всех штабах до дивизии и бригады включительно, также тактично, а где нужно, и энергично способствовали взаимодействию.»
4 июля 1941 года был взят город Черновцы (официальная румынская позиция заключается в непризнании присоединения Бессарабии и Северной Буковины к СССР, поэтому румынские источники до настоящего времени используют термин освобожден). 2-я горнострелковая бригада под командованием генерала Ион Думитраке была основной боевой силой этой операции. Вместе с 8-й кавалерийской бригадой она форсировала реку Прут в районе города Новоселица.
17 октября 1941 года он был награждён Орденом Михая Храброго III класса (высшая румынская военная награда):
«За мужество и самоотверженность, продемонстрированную при атаке на город Хотин, где он все время находился в самых опасных местах, чтобы показать пример своим войскам». Королевский Указ №. 2886 от 17 октября 1941 года
При наступлении на Крым Э. фон Манштейн констатировал:
Конкретно отзыв моих советников относительно подчиненной нам 3-й румынской армии сводился к следующему: после относительно больших потерь она совершенно неспособна к ведению наступления, а к обороне будет способна только в том случае, если к ней приспособить немецкие «подпорки».
При этом именно горнострелковые румынские части ценились немцами выше, чем пехотные.

#### Северный Кавказ

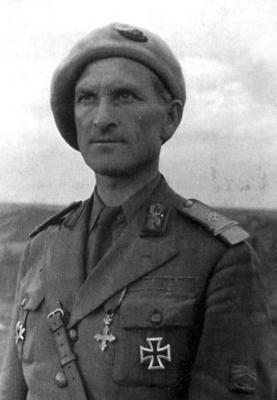
Генерал И. Думитраке после вручения немецкого Железного Креста в 1943 году

15 марта 1942 года румынские горнострелковые бригады были преобразованы в горнострелковые дивизии. 6 июля 1942 года 2-я румынская горнострелковая дивизия была оперативно подчинена немецким армиям, действовавшим на Кавказе. Решительно действовала 2-я горнострелковая дивизия в боях за город Владикавказ, когда она деблокировала немецкие танковые части, попавшие в оперативное окружение. При захвате Нальчика взяла в плен до 3000 советских военнослужащих. Генерал Ион Думитраке был награждён немецким командованием Рыцарским крестом Железного креста. Дальнейшее продвижение немецко-румынских войск было остановлено. В ходе боёв на Северном Кавказе с 13 июля 1942 года по 15 апреля 1943 года 2-я дивизия потеряла более 11 000 человек и отведена на пополнение и отдых в Крым где развернута в долине реки Альмы, против 3 и 4-го партизанских районов Крыма.
Та часть румынской армии, 16 из 18 дивизий, которая использовались на фронте против Сталинграда, были полностью разгромлены в ходе операции «Уран», совокупные потери румынских войск в ходе битвы составили 159 тысяч человек убитыми, ранеными и пропавшими без вести. Это сказывалось на моральном духе румынских солдат, которые отказывались воевать. Тем не менее, 5 и 6 июня 1943 года когда 2-я дивизия была проинспектирована маршалом Йоном Антонеску (на тот момент фактическим главой государства), он заявил:
«2-я горнострелковая дивизии покрыта себя славой на Кавказе и заслуживает признания и восхищения страны. Спасибо всему личному составу, руководимому с честью и достоинством генералом Ионом Думитраке».
В период с июля по октябрь 1943 года 2-я горная дивизия вела бои в Крыму с партизанскими отрядами. Южное побережье Крыма от Феодосии до Севастополя от возможных советских десантов прикрывал 1-й румынский горнострелковый корпус (1-я и 2-я горнострелковые дивизии), штаб корпуса располагался в Симферополе.
В апреле 1944 началась Крымская наступательная операция. Уцелевшие после ударов Красной армии и краха обороны Крыма войска 2-й горнострелковой дивизии были эвакуированы из Крыма морем 8 мая 1944 года, а большая их часть попала в советский плен или сдались самостоятельно. В конце мая Генеральный штаб преобразовал горнострелковые дивизии в оперативные командования. Командование 2-й дивизии было преобразовано в 102-е горное командование, дислоцировавшееся в конце августа 1944 года в гарнизоне города Дева.

#### Переворот в Румынии и переход на сторону антигитлеровской коалиции
Как отличившийся дивизионный генерал, Ион Думитраке 1 августа 1944 года был назначен командующим Горным корпусом занимавшим фронт в Карпатах. В ходе государственного переворота 24 августа 1944 года принял сторону короля Михая I. Блокировал немецкие войска в районе Брашова. 24 октября 1944 года генерал Ион Думитраке прибыл в Брашов, предоставив себя в распоряжение Генерального штаба. Горный корпус и 1-я горная дивизия были реорганизованы на основании мер, принятых Союзной контрольной комиссией в Румынии под руководством маршала Р. Я. Малиновского.
22 ноября 1944 года Ион Думитраке был награждён Орденом Михая Храброго III класса с мечами:
«За отличие в тяжелых боях в период с 24 августа по 12 октября 1944 года в Брашове, Сфынту-Георге, Тыргу-Муреш, Герла, а также за освобождение Трансильвании. Непрерывно находясь в поле среди войск, он доказал, помимо своих командных способности личную смелость и стойкость характера, достойные всяких похвал»
Королевский Указ №. 2254 от 22 ноября 1944 года

### Коммунистический период

#### Обвинения в военных преступлениях и оправдание
Генерал Ион Думитраке был обвинен советским военным командованием в совершении военных преступлений. Он был арестован 22 февраля 1945 года.
Московское радио передало 7 марта 1945 года в 21:30 информационное сообщение, в котором Ион Думитраке обвинялся в приказе о расстреле 600 пленных, партизан, женщин и детей в Нальчике частями 2-й горнострелковой дивизией 28 октября 1942 года. Эти обвинения были опровергнуты показаниями 127 человек, участвовавших в судебном процессе.
По румынским источникам причины ареста генерала Думитраке это военные успехи 2-й дивизии на Кавказе, получившей прозвище «кремнёвая дивизия», его отказ продолжать боевые действия на территории Венгрии и критика некоторых военные приказов, отданных советскими командующими, которым подчинялись румынские войска с лета 1944 года. 15 августа 1946 года он был реабилитирован по обвинениям в военных преступлениях и передан командованию Горного корпуса.

#### Жизнь в отставке
1 сентября 1947 года он был повышен в звании до корпусного генерала и переведён в запас с правом выхода в отставку. Осенью 1948 года органы безопасности Румынии возобновили преследования и генерала Думитраке вызывался на допросы. Кульминацией этих действий стало 3 февраля 1949 года, когда он был задержан в службой безопасности Секуритате в Бухаресте, где и велось следствие в течение 1949—1950 годов. Он был заключен в тюрьмах города Аюд и в Жилаве. Освобожден 6 октября 1950 года за отсутствием реальных доказательств.
Постановлением Государственного Совета Румынской Народной Республики № 500/1964 был награждён орденом «23 августа» 2-го класса «за особые заслуги в деле строительства социализма, посвященного 20-летию освобождения родины».
Он поселился в городе Брашове, живя в отставке, забытый и лишенный материальных средств, занимаясь написанием мемуаров. Их напечатанный текст был передан в дар Брашовскому историко-археологическому музею и хранится сейчас в архиве современной истории.
Под негласным надзором госбезопасности, которая проводила у него периодические обыски, забытый, он умер 6 марта 1977 года и похоронен на кладбище Гроавери в Брашове.

## Награды
- Орден Короны Румынии в звании командора (8 июня 1940 года)[12].
- Военный орден Михая Храброго III класса (17 октября 1941 года)[8].
- Орден Михая Храброго II класса (DR 353 от 15 февраля 1943 года, дивизионный генерал, командир 2-й горнострелковой дивизии).
- Рыцарский крест Железного креста — (21 ноября 1942 года.
- Орден Михая Храброго с мечами, III класса (22 ноября 1944 года)[9].
- Орден «Защита Отечества», III класса.
- Орден «23 августа» II класса (1964 год).
- другие румынские и зарубежные ордена и медали[13].